# ماثيو روزنبرغ
ماثيو روزنبرغ (بالإنجليزية: Matthew Rosenberg)‏ هو مراسل عسكري وصحفي أمريكي، ولد في 2 أغسطس 1974 في نيويورك في الولايات المتحدة.